# Operacja Chicago
Operacja Chicago (ang. Mission Chicago) – desant szybowcowy dokonany przez elementy amerykańskiej 101 Dywizji Powietrznodesantowej przed świtem 6 czerwca 1944 r. w czasie lądowania w Normandii podczas II wojny światowej. Początkowo miał to być główny atak 101 Dywizji Powietrznodesantowej w dniu inwazji, a operacja szybowcowa stała się misją dodatkową, wspierającą główny desant spadochronowy o kryptonimie operacja Albany. Ponieważ obszar odpowiedzialności dywizji znajdował się w pobliżu plaży Utah, możliwość użycia szybowców była mocno ograniczona, a większość jednostek wsparcia dywizji była transportowana drogą morską.

## Tło sytuacyjne
101 Dywizja Powietrznodesantowa miała za zadanie zabezpieczyć cztery wyjścia z grobli za plażą Utah, zniszczyć niemiecką baterię artylerii nadbrzeżnej w Saint-Martin-de-Varreville, zdobyć budynki w 
pobliżu Mezières uważane za nieprzyjacielskie koszary i stanowisko dowodzenia baterią artyleryjską, zająć śluzy na rzece Douve w la Barquette (naprzeciwko Carentan), zdobądź dwie kładki łączące rzekę Douve w la Porte naprzeciw Brévands, zniszczyć mosty drogowe nad Douve w Saint-Côme-du-Mont i zabezpiecz dolinę rzeki Douve.
W toku akcji oddziały 101-ej miały również zakłócać niemiecką komunikację, ustawiać blokady na drogach, aby utrudniać ruch niemieckich posiłków oraz ustanowić linię obronną pomiędzy przyczółkiem na plaży a Valognes i oczyścić obszar stref zrzutu do granicy jednostek w Les Forges, gdzie miano nawiązać kontakt z żołnierzami 82 Dywizji Powietrznodesantowej.

## Opis misji

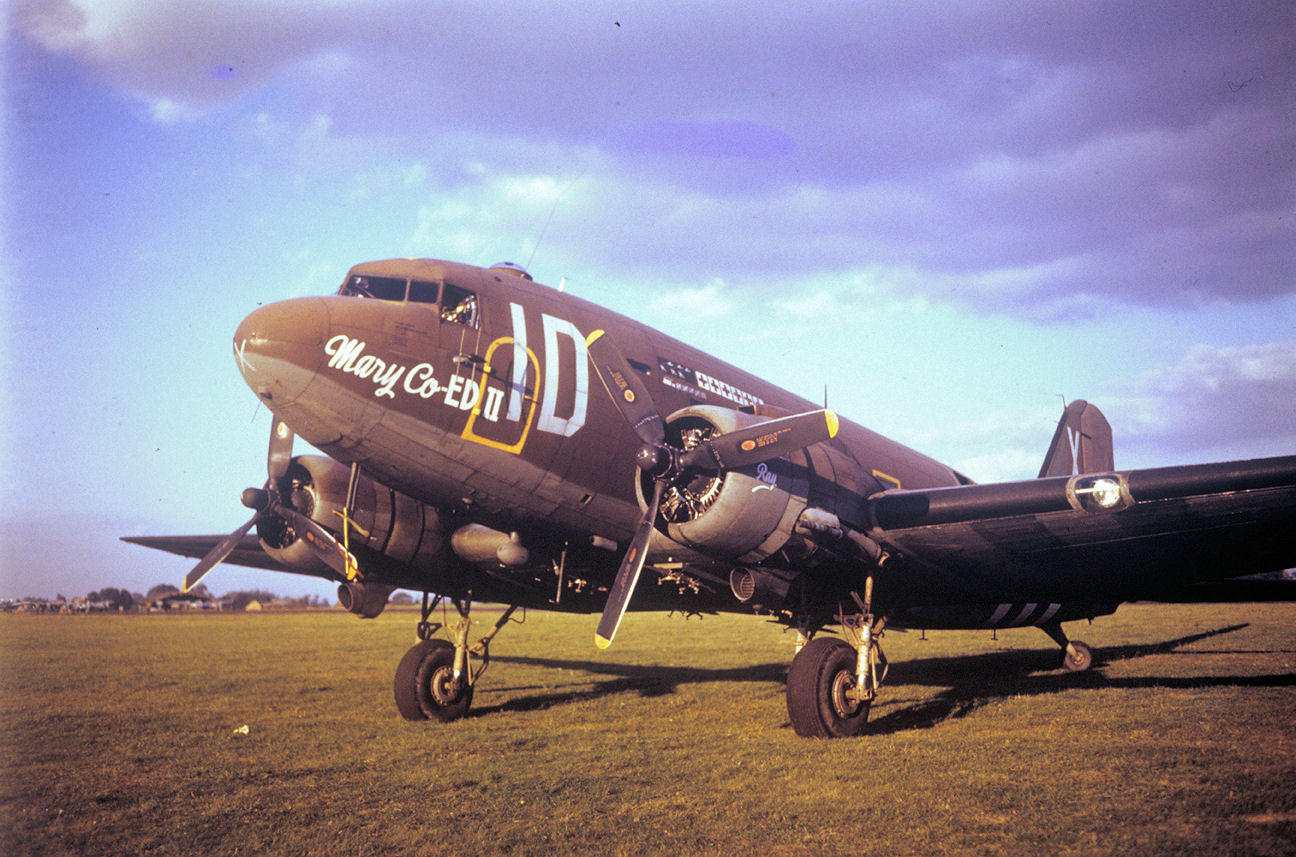
Douglas C-47 z 74 Dywizjonu Transportu Piechoty (434 Grupa Transportu Piechoty)

Operacja Chicago była dwudziestym siódmym rzutem desantu powietrznego w Normadnii, a prowadziły ją transportowce Douglas C-47 z 434 Grupy Transportu Piechoty stacjonującej w bazie RAF Aldermaston. 52 samoloty służyły jako holowniki dla tej samej liczby szybowców Waco CG-4A przewożących po 155 żołnierzy każdy, spychacze, szesnaście dział przeciwpancernych 57 milimetrów i 25 jeepów willysów. Przewieziono również 2,5 tony amunicji oraz 11 ton sprzętu, w tym zestaw radiowy SCR-499 dla stanowiska dowodzenia kwatery głównej dywizji.
Chicago było przede wszystkim misją wzmacniającą siły artylerii. Na pokładzie 44 szybowców znajdowały się baterie A i B 81. batalionu przeciwlotniczego. Pozostałe 8 szybowców przenosiło małe elementy 326. powietrznodesantowego batalionu inżynieryjnego, 101. kompanii sygnałowej, plutonu przeciwpancernego 327 Pułku Piechoty Szybowcowej oraz zespół chirurgiczny 326 powietrznodesantowej kompanii medycznej. Desantowi szybowcowemu towarzyszył również adiutant dowódcy dywizji 101 Dywizji Powietrznodesantowej, gen. Don Pratt, który w ostatniej chwili wyznaczony do dowodzenia eszelonem desantu morskiego.
Według pierwotnego planu szybowce miały zostać odczepione od holowników o zmierzchu poprzedzającym dzień inwazji, przed lądowaniem na plażach, lecz by chronić szybowce przed ogniem z ziemi, czas desantu został przesunięty na godz. 4:00 w dniu D, 2 godziny przed świtem. Wyznaczonym miejscem docelowym we Francji była Strefa Lądowania E, obszar znajdujący się w jednej ze stref zrzutu spadochroniarzy 101 Dywizji Powietrznodesantowej, Strefie Zrzutu C i nieznacznie pokrywający się z nią. Obszar ten został wybrany jako centrum działań dywizji i jako miejsce do rozstawienia radiolatarni BUPS („Beacon, Ultra Portable S-band”), którą przecieracze szlaków (ang. pathfinders) mogliby prowadzić samoloty do strefy lądowania, wykorzystując radary SCR-717 zainstalowane w samolotach dowódców lotów.
Strefa lądowania była obszarem w kształcie trójkąta, którego podstawę o długości mili wyznaczała droga łącząca Les Forges (wioskę na południe od Sainte-Mère-Église) i Sainte-Marie-du-Mont. Strefa miała głębokość 2,4 km, a jej wschodni kraniec przebiegał przez Hiesville, posterunek dowodzenia dywizji 3 km na zachód od Sainte-Marie-du-Mont. Oprócz centralnej lokalizacji pola w strefie były średnio dwukrotnie dłuższe niż większość innych w pobliżu. Wiele pól było jednak otoczonych drzewami o wysokości 12 m, a nie żywopłotami, co nie było dość dobrze widoczne na fotografiach z rozpoznania lotniczego.

### Tabela lotów – operacja Chicago
| Rzut | Desantowane jednostki                                                                | Jednostka transportowa          | Liczba użytych C-47 | Baza lotnicza   | Strefa desantu | Czas desantu |
| 27.  | baterie A i B z 81. bat. art. plot. elementy 326. bat. inż., elementy 326. kom. med. | 434 Grupa Transportu Lotniczego | 52                  | RAF Aldermaston | A              | 4:00         |

## Atak szybowcowy

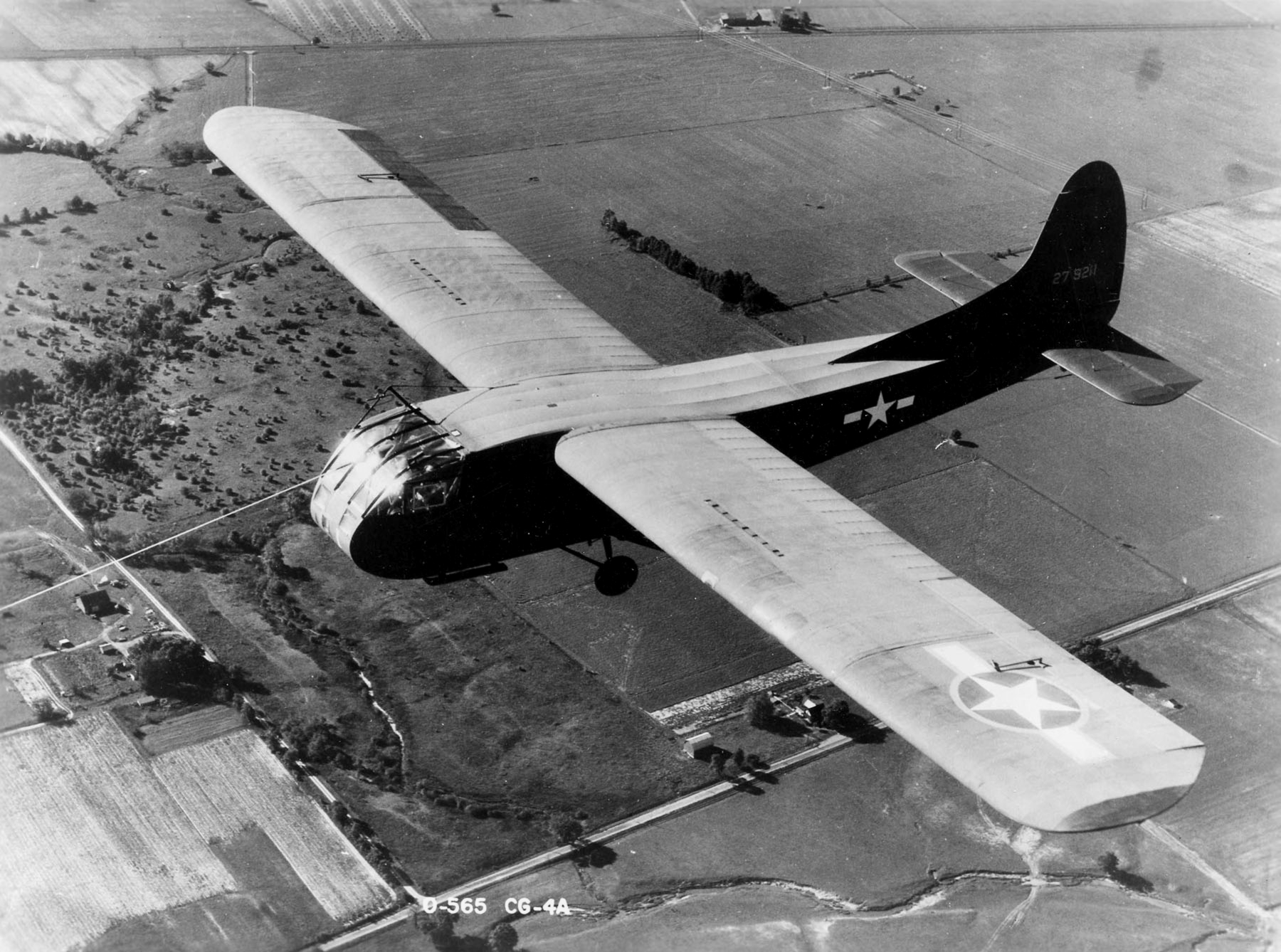
Szybowiec Waco CG-4

Pierwszy z 52 samolotów wystartował o godz. 1:19. Jasne światło księżyca umożliwiło sprawne ustawienie się holowników w trzynaście fal po cztery szybowce w formacji eszelonowej. Krótko po sygnale rozpoczęcia desantu, szybowiec z radiem dowodzenia zbyt wcześniej odczepił się od holownika i wylądował poza wyznaczoną strefą zrzutu. Radio zostało odzyskane i przetransportowane wieczorem 6 czerwca w ramach misji Keokuck, ale wypadek spowodował, że 101 Dywizja Powietrznodesantowa będzie przez cały dzień poza zasięgiem kontaktu radiowego z innymi siłami inwazyjnymi aż do momentu połączenia z 4 Dywizją Piechoty nacierającą z plaży Utah.
Pogoda na trasie złagodniała w porównaniu z gęstymi chmurami i mgłą gruntową, które poważnie zakłóciły zrzut spadochroniarzy dwie godziny wcześniej. Ponieważ znajdowały się na szlaku, a nie w bliskich formacjach, holowniki i szybowce mogły przenikać chmury bez rozbicia szyku. Kolumna znalazła się jednak pod ostrzałem artylerii przeciwlotniczej, a jeden C-47 i jego szybowiec zostały zestrzelone i spadły w pobliżu Pont-l’Abbé na rzece Douve, na zachód od strefy lądowania. Uszkodzonych zostało także siedem transportowców i kilka szybowców.
Dowódca 434 Grupy Transportu Piechoty został poprowadzony do Strefy Lądowania E przez radiolatarnię „Eureka” ustawioną tam przez przecieraczy szlaków (sygnalizatory BUPS AN/UPN-1 zostały uszkodzone podczas lądowania i były nieoperacyjne). Mimo że nadajnik został umieszczony w niewłaściwej części strefy lądowania, kształt „trójnika” utworzony przez zielone światła obrysowe Holophane dostrzegli piloci przybywających samolotów C-47. O godz. 3:54, sześć minut wcześniej niż zakładano, 49 z 50 pozostałych transportowców wypuściło swoje szybowce w wyznaczonym punkcie na wysokości 140 metrów. Pięćdziesiąty holownik, który wyszedł z formacji, wypuścił swój szybowiec na południe od Carentan.
Podczas zaplanowanych skrętów w lewo o 270° po odczepieniu od holownika większość pilotów szybowców Waco straciła z oczu światła obrysowe. Księżyc zachodził w momencie zwolnienie szybowców i był w dodatku zasłonięty rozproszonymi chmurami, tak że bez odniesienia do znaczników piloci nie rozpoznali już swojej strefy lądowania. Zaledwie sześć szybowców wylądowało w samej strefie i tylko 15 innych na polach w promieniu 800 metrów od niej. Grupa dziesięciu maszyn wylądowała na polu w pobliżu Les Forges. Z pozostałych 18, wszystkie oprócz jednej wylądowały na polach na wschodzie w odległości 3 km od strefy lądowania.
Prawie wszystkie szybowce wylądowały, rozbijając się na mniejszych polach poza strefą lądowania po ścięciu skrzydłami nieoczekiwanych drzew. Niemiecki ogień przeciwlotniczy był nieskuteczny w ciemnościach i chociaż większość szybowców uderzyła w drzewo lub rów, większość ładunku udało się wyładować bez żądnej szkody. W jednym feralnym szybowcu gen. Pratt zginął wraz z drugim pilotem (następstwa tego incydentu zostały przedstawione w sfabularyzowanej formie w filmie Szeregowiec Ryan). Wszystkie ofiary operacji Chicago zamknęły się w liczbie 5 zabitych, 17 rannych i 7 zaginionych.
O świcie stanowisko dowodzenia dywizji wysłało duży patrol, aby pomóc kolegom w usunięciu ich ekwipunku ze zmiażdżonych szybowców (tylko kilka z nich zostało uszkodzonych tak poważnie, że sprzętu nie można było wyładować natychmiast po lądowaniu) i poprowadzić ich do Hiesville. Wyciąganie i składanie sprzętu było długim procesem, ale w południe patrol wrócił z 3 jeepami, 6 działami przeciwpancernymi, 115 żołnierzami piechoty szybowcowej oraz 35 jeńcami niemieckimi. Oficjalna historia amerykańskiego lądowania w Normandii wykazała, że operacja Chicago „zakończyła się sukcesem”.